# 間宮怜子
間宮 怜子（まみや れいこ、1985年2月26日 - ）は、日本の元AV女優。

## プロフィール
- 出身地:大阪府。
- 身長：162cm。
- スリーサイズ：B82（Cカップ）・W62・H84。
- 血液型：A型。
- 趣味・特技：絵を描くこと、Cafe、マラソン・人の名前を覚えること。

## 略歴
- 2008年5月に『Vシネ女優・間宮怜子 衝撃AVデビュー』でAVデビュー。
- 2009年12月に『引退 ラストファック 間宮怜子』で引退。

## 作品

### アダルトビデオ
2008年
- Vシネ女優・間宮怜子 衝撃AVデビュー（2008年5月16日、マキシング）
- Vシネ女優・間宮怜子主演 ミナミの嬢王（2008年6月16日、マキシング）
- 風俗ちゃんねる08 間宮怜子（2008年7月16日、マキシング）
- 淫尻 間宮怜子（2008年8月16日、マキシング）
- 淫乱美脚OL 間宮怜子（2008年10月16日、マキシング）
- MAXING半期ベスト完全保存版IV（2008年11月16日、マキシング）
- 風俗ちゃんねるデラックス（2008年12月16日、マキシング）

2009年
- 間宮怜子 DUAL BOX 8時間（2009年2月16日、マキシング）
- 次のフィールドへ 私を変えた濃厚セックス 間宮怜子（2009年3月13日、百花美人）
- 美少女コレクターMAXING2008（2009年3月16日、マキシング）
- R18限定性愛ドラマ作品 新妻の愛欲 昼と夜の素顔 間宮怜子（2009年4月13日、百花美人）
- MAXING半期ベスト完全保存版V（2009年5月16日、マキシング）
- デキる女の追加条件 「悶絶キャリアウーマン」 間宮怜子（2009年6月13日、百花美人）
- この顔射がスゴイ！（2009年7月16日、マキシング）
- 本気（マジ）イキコレクション 8時間（2009年9月16日、マキシング）
- 床上手な腰使い 極上の当て逃げピストン 間宮怜子（2009年10月13日、百花美人）
- 桃尻女の欲しがるカラダ 間宮怜子（2009年11月13日、百花美人）
- 引退 ラストファック 間宮怜子（2009年12月13日、百花美人）
- 上半期の総決算 女優まるごとプレイリスト4時間（2009年12月13日、百花美人）
- この騎乗位がたまらない！（2009年12月16日、マキシング）

2010年
- 百花美人で絶叫した16人の厳選アクメ特大8時間スペシャル（2010年1月13日、百花美人）
- コキコキMix 8時間 2（2010年1月16日、マキシング）